# 紀元前205年
紀元前205年（きげんぜん205ねん）

## 他の紀年法
- 干支 : 丙申
- 日本
  - 皇紀456年
  - 孝元天皇10年
- 中国 : 前漢 - 高祖2年
- 朝鮮 :
- ベトナム :
- 仏滅紀元 : 340年
- ユダヤ暦 :

## できごと

### セレウコス朝
- ペルシアの州である アラコシア（英語版）とドランギアナ（英語版）とカルマニア（英語版）を経由して、 アンティオコス3世はペルスィスに到着する。彼はペルシア湾へ短い遠征を行い、ペルシア湾の東海岸の商業国家ゲラの市民から500タラントの銀の貢納を受け取る。
- アンティオコス3世はバクトリア人を打ち負かしパルティア人を服属させ、メディアやペルシアやアナトリアの支配者の反乱を鎮圧し、そうしてセレウコス朝の勢力をこれらの州で回復することができた。東方遠征から帰還したあと諸侯制度を東方に確立した今、アンティオコスは古代アケメネス朝の「大王」の称号を受け入れ、ギリシア人は彼をアレキサンドロス大王と比べ、「大王」の称号つまりAntiochus III Megasを与えた。

### ギリシア
- ピリッポス5世は、マケドニアに優位な条件で第一次マケドニア戦争の終わりにローマと一時的な和約(フォエニケの和約（英語版）)を結んだ。この協約はマケドニアのイリュリアの獲得を含み、公にマケドニアの優位を知らしめたが、引き換えにピリッポスはハンニバルとの同盟を実質的に無効にした。
- 和約の後、スパルタ王ナビスはアカイア同盟と戦争に入る。アカイアの将軍フィロポイメンはメッセネ（英語版）からスパルタのナビスを追い払った。
- フォエニケの和約によってピリッポスはイリュリアまたはアドリア海へ東への拡張が出来なくなったため、西のエーゲ海へ興味を向け、そこで巨大な艦隊を建設し始める。第一次マケドニア戦争を終えた後、マケドニアのピリッポスは、ロードスを打倒する好機とみて、ロードス船を襲い始めたアイトーリア人海賊とスパルタ人海賊と同盟を結ぶ。クレタ戦争(en:Cretan War (205–200 BC))がピリッポスのマケドニアとアエトリア同盟と いくつかのクレタの都市(その中でもオロウス（英語版）とヒエラピュトナHierapytnaが最も重要であった)とスパルタ海賊と、それに対するロードス軍とのちにペルガモンのアッタロス1世やビザンチウム、キュジコス、アテネ、クノッソスの軍の間で始まる。
- ロードスの艦隊と経済は海賊からの略奪に苦しんでいたので、ピリッポスはトラキアのマルマラ海周辺にあるロードスの同盟国の土地を襲い始める。

### 共和政ローマ
- プブリウス・コルネリウス・スキピオは大胆にもイタリアにいるハンニバルと、ローマ元老院の政治的反対を無視することを決定し、それよりもカルタゴの北アフリカの拠点を打撃することを決定する。スキピオは部分的には志願者からなる軍を連れてシチリアに渡る。ローマ元老院が軍を与えようとしなかったからである。
- ローマの政務代行官en:propraetorであるキントゥス・プレミニウス（英語版）はカルタゴ人からロクリ(en:Locri Epizephyrii)の町を獲得する。ハンニバルの町を奪い返そうという試みはスキピオの軍の出現によって挫折した。
- スキピオは北アフリカにローマ人将軍ガイウス・ラエリウスを派遣し、 後の進攻の道筋の準備をさせる。
- マゴ・バルカ率いるカルタゴ軍はリグリアに上陸し、ジェノヴァとサヴォーナを獲得する。
- ハンニバルはクロトナに近くのユーノー・ラキニア（Juno Lacinia）寺院に自らの業績をポエニ語・ギリシア語の二ヶ国語で示した石碑を立てる。

### エジプト
- 土着エジプト住人がギリシア人支配者に反乱を起こす。反乱は上エジプトにまで広がる。
- プトレマイオス4世が死に５歳の息子のプトレマイオス5世が即位する。しかし王の死については何も公表されなかった。

### 中国
- 田栄が自立して斉王となり、項羽は大軍を率いて斉を征伐する。田栄は敗れて殺され、項羽は斉襄王の子で斉王建の弟の田假を立てて斉王とするが、その年に田栄の弟の田横に撃敗され、楚国に投じるが、項羽に殺される。
- 4月、漢軍は彭城の戦いで惨敗し、勢力は総崩れとなり、劉太公と劉媼と呂雉が楚軍の捕虜となる。
- 関中に大飢饉が起こり、米斛が高騰し、人が互いに食らった。
- 劉邦は韓地を得て、韓王信を韓王となした。

## 死去
- 司馬卬
- 章邯
- 陳余
- 夏説
- 田栄
- 田假
- プトレマイオス4世